# Malthe Højholt
Malthe Højholt (Hjørring, 16 aprile 2001) è un calciatore danese, centrocampista del Pisa.

## Carriera

### Club
Cresciuto nel settore giovanile dell'Aalborg, debutta in prima squadra il 20 giugno 2020 in occasione dell'incontro di Superligaen perso 4-0 contro il Nordsjælland.
il 13 Agosto 2024 viene acquistato dal Pisa. Il 24 agosto esordisce con i toscani nel campionato di serie B nel secondo tempo della partita contro il Palermo, vinta per 2-0, subentrando a Matteo Tramoni. 

### Nazionale
Ha giocato nelle nazionali giovanili danesi Under-17, Under-18 ed Under-19.

## Statistiche

### Presenze e reti nei club
Statistiche aggiornate al 13 maggio 2025.
| Stagione        | Squadra         | Campionato      | Campionato | Campionato | Coppe nazionali | Coppe nazionali | Coppe nazionali | Coppe continentali | Coppe continentali | Coppe continentali | Altre coppe | Altre coppe | Altre coppe | Totale | Totale | Totale |
| Stagione        | Squadra         | Comp            | Pres       | Reti       | Comp            | Pres            | Reti            | Comp               | Pres               | Reti               | Comp        | Pres        | Reti        | Pres   | Reti   |        |
| --------------- | --------------- | --------------- | ---------- | ---------- | --------------- | --------------- | --------------- | ------------------ | ------------------ | ------------------ | ----------- | ----------- | ----------- | ------ | ------ | ------ |
| 2019-2020       | Aalborg         | SL              | 4          | 0          | CD              | 1               | 0               | -                  | -                  | -                  | -           | -           | -           | 5      | 0      |        |
| 2020-2021       | Aalborg         | SL              | 11         | 0          | CD              | 2               | 0               | -                  | -                  | -                  | -           | -           | -           | 13     | 0      |        |
| 2021-2022       | Aalborg         | SL              | 31         | 0          | CD              | 3               | 0               | -                  | -                  | -                  | -           | -           | -           | 34     | 0      |        |
| 2022-2023       | Aalborg         | SL              | 26         | 0          | CD              | 7               | 0               | -                  | -                  | -                  | -           | -           | -           | 33     | 0      |        |
| 2023-2024       | Aalborg         | 1D              | 31         | 0          | CD              | 2               | 0               | -                  | -                  | -                  | -           | -           | -           | 33     | 0      |        |
| ago. 2024       | Aalborg         | SL              | 3          | 1          | CD              | 0               | 0               | -                  | -                  | -                  | -           | -           | -           | 3      | 1      |        |
| Totale Aalborg  | Totale Aalborg  | Totale Aalborg  | 106        | 1          |                 | 15              | 0               |                    | -                  | -                  |             | -           | -           | 121    | 1      |        |
| ago. 2024-2025  | Pisa            | B               | 30         | 0          | CI              | 1               | 0               | -                  | -                  | -                  | -           | -           | -           | 31     | 0      |        |
| Totale carriera | Totale carriera | Totale carriera | 136        | 1          |                 | 16              | 0               |                    | -                  | -                  |             | -           | -           | 152    | 1      |        |